# Anocja i mikrocja

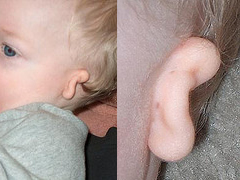
Mikrocja III stopnia lewego ucha u 8-miesięcznego dziecka

Anocja i mikrocja (łac. anotia, microtia) – wady wrodzone polegające na całkowitym (anocja) lub częściowym (mikrocja) braku małżowin usznych. 
Może być wadą izolowaną lub stanowić część zespołu wad wrodzonych. Może współistnieć z wadami wrodzonymi ucha środkowego, w tym atrezją przewodu słuchowego zewnętrznego, hipoplazją błony bębenkowej lub hipoplazją jamy bębenkowej. Potwierdzenie statystyczne znajdują też obserwacje, że malformacje małżowin usznych często współwystępują z wadami wrodzonymi układu moczowego. Niektóre z zespołów wad, w których anocja lub mikrocja występuje zawsze lub bardzo często, to:
- alkoholowy zespół płodowy
- embriopatia cukrzycowa
- embriopatia retinoidowa
- embriopatia talidomidowa
- zespół Treachera Collinsa
- zespół Frasera
- zespół Edwardsa
- zespół Goldenhara.

Wady ze spektrum anocji i mikrocji zwykle ocenia się łącznie w czterostopniowej skali Meurmana:
- typ I: ucho zewnętrzne małe, większość struktur prawidłowej małżowiny obecna; przewód słuchowy zewnętrzny zwykle zachowany
- typ II: ucho zewnętrzne jest szczątkowe, małżowina haczykowata, S-kształtna lub o wyglądzie znaku zapytania
- typ III: ucho zewnętrzne szczątkowe, jedynie tkanka miękka (bez chrząstki), małżowina ukształtowana nieprawidłowo
- typ IV: anocja z niewykształceniem wszystkich struktur ucha zewnętrznego.

W dużym badaniu obejmującym bazę danych o ponad milionie noworodków we włoskim wieloośrodkowym rejestrze wad wrodzonych określono częstość anocji i mikrocji na 1,46:10 000.